# Тиртхика
Тиртхика, тиртхака, титтхия (санскр. tīrthika, пали titthiya, «создатель бродов», тот, кто пытается пересечь поток сансары) в буддизме является общим термином, которым обозначают еретиков или небуддистов.
В Типитаке термин титтхия может относиться конкретно к приверженцам джайнизма. В отличие от буддистов, которые находят прибежище в Трёх драгоценностях и, избегая крайностей, следуют Срединным путём, титтхия поступают иначе. Взгляды шести наиболее известных во времена Будды тиртхаков описаны в Саманняпхала-сутте ДН. Тиртхика ассоциируется с джайнским термином тиртханкара, «создатель бродов».